# Немања Трифуновић
Немања Трифуновић (29. јун 2004) српски је фудбалер који тренутно наступа за Партизан.

## Каријера
Трифуновић је наступао за млађе категорије чачанског Борца. Касније је прешао у београдски Партизан. Први професионални уговор с клубом потписао је у септембру 2020. Након освајања Омладинске лиге Србије, прошао је припреме с првим тимом код тренера Игора Дуљаја. Уговор с клубом продужио је крајем јула 2023. Дебитовао је у другом колу Суперлиге Србије за такмичарску 2023/24, заменивши Ксандера Северину у 84. минуту сусрета с Војводином. Наступио је у плеј-офу квалификација за Лигу конференције, против Нордшеланда. Први пут је био у стартној постави Партизана у осмини финала Купа Србије за сезону 2023/24, против Графичара.

## Репрезентација
Трифуновић је прошао селективни камп под окриљем Фудбалског савеза Србије. За репрезентацију Србије у узрасту до 18 година старости дебитовао је у двомечу с Босном и Херцеговином у априлу 2021.

## Статистика

### Клупска
Ажурирано 18. августа 2025.
| Клуб     | Сезона   | Лига             | Лига | Лига | Национални куп | Национални куп | Европа | Европа | Остало | Остало | Укупно | Укупно |
| Клуб     | Сезона   | Дивизија         |      | Гол  |                | Гол            |        | Гол    |        | Гол    |        | Гол    |
| -------- | -------- | ---------------- | ---- | ---- | -------------- | -------------- | ------ | ------ | ------ | ------ | ------ | ------ |
| Партизан | 2022/23. | Суперлига Србије | 0    | 0    | 0              | 0              | —      | —      | —      | —      | 0      | 0      |
| Партизан | 2023/24. | Суперлига Србије | 14   | 1    | 2              | 0              | 2      | 0      | —      | —      | 18     | 1      |
| Партизан | 2024/25. | Суперлига Србије | 19   | 1    | 1              | 0              | 3      | 0      | —      | —      | 23     | 1      |
| Партизан | 2025/26. | Суперлига Србије | 4    | 0    | 0              | 0              | 6      | 0      | —      | —      | 10     | 0      |
| Партизан | Укупно   | Укупно           | 37   | 2    | 3              | 0              | 11     | 0      | —      | —      | 51     | 2      |

### Утакмице у дресу репрезентације
| Репрезентација Србије у узрасту до 18 година старости | Репрезентација Србије у узрасту до 18 година старости                    | Репрезентација Србије у узрасту до 18 година старости                    | Репрезентација Србије у узрасту до 18 година старости                    | Репрезентација Србије у узрасту до 18 година старости                    | Репрезентација Србије у узрасту до 18 година старости                    | Репрезентација Србије у узрасту до 18 година старости                    | Репрезентација Србије у узрасту до 18 година старости | Репрезентација Србије у узрасту до 18 година старости | Репрезентација Србије у узрасту до 18 година старости |
| #                                                     | Датум                                                                    | Такмичење                                                                | Локација                                                                 | Домаћин                                                                  | Резултат                                                                 | Гост                                                                     | Гол                                                   | Реф.                                                  |                                                       |
| ----------------------------------------------------- | ------------------------------------------------------------------------ | ------------------------------------------------------------------------ | ------------------------------------------------------------------------ | ------------------------------------------------------------------------ | ------------------------------------------------------------------------ | ------------------------------------------------------------------------ | ----------------------------------------------------- | ----------------------------------------------------- | ----------------------------------------------------- |
| 1.                                                    | 20. април 2021.                                                          | Пријатељска утакмица                                                     | Тренинг центaр ФС БиХ, Зеница                                            | Босна и Херцеговина                                                      | 0 : 1                                                                    | Србија                                                                   |                                                       | [ 11 ]                                                |                                                       |
| 2.                                                    | 22. април 2021.                                                          | Пријатељска утакмица                                                     | Тренинг центaр ФС БиХ, Зеница                                            | Босна и Херцеговина                                                      | 0 : 1                                                                    | Србија                                                                   |                                                       | [ 12 ]                                                |                                                       |
| 2                                                     | Укупан број утакмица, постигнутих погодака и минута проведених на терену | Укупан број утакмица, постигнутих погодака и минута проведених на терену | Укупан број утакмица, постигнутих погодака и минута проведених на терену | Укупан број утакмица, постигнутих погодака и минута проведених на терену | Укупан број утакмица, постигнутих погодака и минута проведених на терену | Укупан број утакмица, постигнутих погодака и минута проведених на терену | 0                                                     |                                                       |                                                       |